# Estádio de Twickenham
O Estádio de Twickenham (em inglês:  Twickenham Stadium) é um estádio localizado em Twickenham, um subúrbio ao sudoeste de Londres. É o segundo maior estádio do Reino Unido (atrás apenas do de Wembley) e o maior exclusivo de rugby do mesmo país, recentemente foi ampliado para 82.000 lugares. É a casa da Seleção Inglesa de Rugby e anualmente sempre abriga a final do campeonato nacional, a Aviva Premiership. Além disso, é considerado o ícone do rugby na Inglaterra e no mundo.

## História

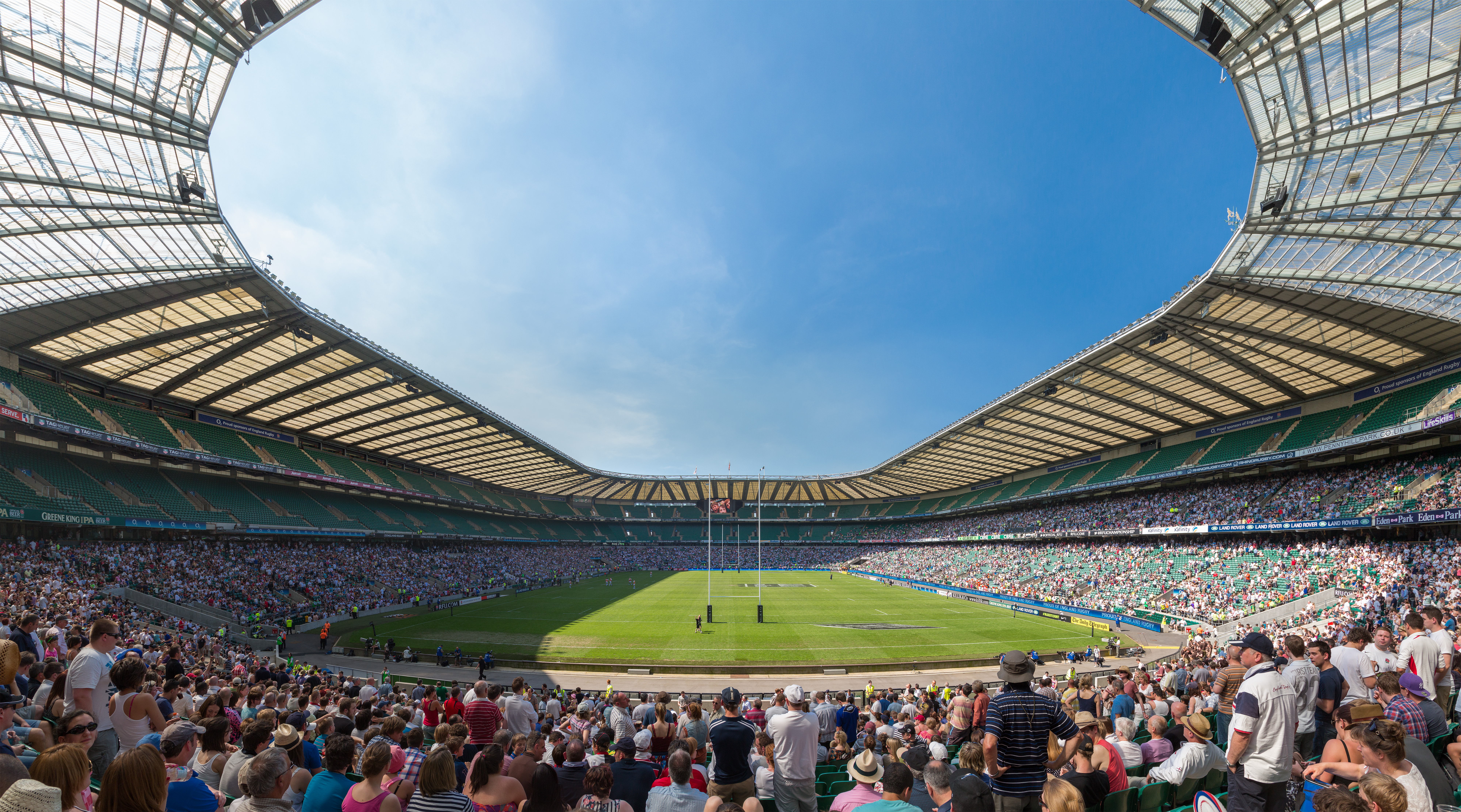
Interior do estádio.

O terreno do estádio foi comprado pela RFU em 1907 por £5,500, antes, a seleção inglesa mandava os jogos no Crystal Palace, o local do novo estádio abrigava uma plantação de repolhos, fazendo com que o estádio também fosse conhecido como cabbage patch, o estádio comportava inicialmente 20 mil torcedores, o estádio foi usado durante a I Guerra Mundial para pastagem de gado, em 1921 foi inaugurado um memorial de guerra. Em 1926 hospedou o primeiro Middlesex Sevens, também foi o palco da final da Copa do Mundo de Rugby de 1991.